# Liste des affluents du Mississippi
Cette liste répertorie les principaux affluents du Mississippi.

## Tableau
| Nom                      | Longueur (km) | Rive de confluence | Coordonnées de confluence    | Localisation de la confluence | Coordonnées de la source      | Localisation de la source   |
| ------------------------ | ------------- | ------------------ | ---------------------------- | ----------------------------- | ----------------------------- | --------------------------- |
| Bassett Creek            | 21            | Droite             | 44° 59′ 27″ N, 93° 16′ 21″ O | Minneapolis                   | 44° 59′ 41″ N, 93° 24′ 46″ O  | Medicine Lake               |
| Catfish Creek            | 34            | Droite             | 42° 28′ 05″ N, 90° 38′ 41″ O | Dubuque                       | 42° 26′ 27″ N, 90° 46′ 53″ O  | Peosta                      |
| Henderson Creek          | 104           | Gauche             | 40° 52′ 31″ N, 91° 01′ 51″ O | Burlington                    | 41° 01′ 57″ N, 90° 18′ 11″ O  | Henderson                   |
| Minnehaha Creek          | 22            | Droite             | 44° 54′ 32″ N, 93° 12′ 02″ O | Hiawatha                      | 44° 57′ 14″ N, 93° 29′ 11″ O  | Minnetonka                  |
| Pine Creek               | 38            | Droite             | 43° 48′ 27″ N, 91° 16′ 06″ O | La Crescent                   | 43° 53′ 19″ N, 91° 32′ 17″ O  | Canton de New Hartford (en) |
| Rice Creek               | 45            | Gauche             | 45° 05′ 20″ N, 93° 16′ 44″ O | Fridley                       | 45° 09′ 14″ N, 93° 05′ 04″ O  | Forest Lake                 |
| Rivière Apple            | 89            | Gauche             | 42° 10′ 35″ N, 90° 14′ 36″ O | Savanna                       | 42° 33′ 51″ N, 90° 09′ 47″ O  | Shullsburg                  |
| Rivière Arkansas         | 2 364         | Droite             | 33° 46′ 30″ N, 91° 06′ 10″ O | Canton Franklin               | 39° 15′ 30″ N, 106° 20′ 38″ O | Leadville                   |
| Rivière Big Black        | 531           | Gauche             | 32° 03′ 11″ N, 91° 03′ 27″ O | Vicksburg                     | 33° 41′ 40″ N, 89° 07′ 59″ O  | Comté de Webster            |
| Rivière Big Muddy        | 251           | Gauche             | 37° 34′ 25″ N, 89° 31′ 02″ O | Grand Tower                   | 38° 26′ 12″ N, 89° 03′ 05″ O  | Centralia                   |
| Rivière Black            | 310           | Gauche             | 43° 49′ 12″ N, 91° 15′ 26″ O | La Crosse                     | 44° 35′ 26″ N, 90° 17′ 49″ O  | Marshfield                  |
| Rivière Buffalo          | 110           | Gauche             | 44° 21′ 02″ N, 91° 55′ 35″ O | Alma                          | 44° 34′ 39″ N, 91° 13′ 57″ O  | Osseo                       |
| Rivière Cannon           | 180           | Droite             | 44° 35′ 09″ N, 92° 33′ 25″ O | Red Wing                      | 44° 22′ 08″ N, 93° 26′ 32″ O  | Canton de Shieldsville (en) |
| Rivière Chippewa         | 294           | Gauche             | 44° 24′ 33″ N, 92° 05′ 03″ O | Comté de Buffalo              | 45° 53′ 25″ N, 91° 04′ 41″ O  | Comté de Bayfield           |
| Rivière Clearwater       | 70            | Droite             | 45° 25′ 22″ N, 94° 02′ 57″ O | Clearwater                    | 45° 21′ 23″ N, 94° 25′ 54″ O  | Comté de Stearns            |
| Rivière Crow             | 44            | Droite             | 45° 14′ 45″ N, 93° 31′ 21″ O | Dayton                        | 45° 04′ 53″ N, 93° 45′ 45″ O  | Rockford                    |
| Rivière Crow Wing        | 182           | Droite             | 46° 16′ 16″ N, 94° 20′ 23″ O | Little Falls                  | 47° 00′ 07″ N, 94° 44′ 29″ O  | Akeley                      |
| Rivière Deer             | 30            | Gauche             | 47° 18′ 53″ N, 93° 46′ 46″ O | Deer River                    | 47° 23′ 20″ N, 93° 42′ 28″ O  | Comté d'Itasca              |
| Rivière Des Moines       | 845           | Droite             | 40° 22′ 52″ N, 91° 25′ 21″ O | Warsaw                        | 44° 05′ 02″ N, 95° 41′ 17″ O  | Comté de Murray             |
| Rivière Des Pères        | 15            | Droite             | 38° 31′ 59″ N, 90° 15′ 38″ O | Saint-Louis                   | 38° 37′ 14″ N, 90° 16′ 39″ O  | Saint-Louis                 |
| Rivière Edwards          | 119           | Gauche             | 41° 08′ 54″ N, 90° 58′ 54″ O | New Boston                    | 41° 15′ 15″ N, 89° 58′ 46″ O  | Kewanee                     |
| Rivière Elk              | 135           | Gauche             | 45° 17′ 53″ N, 93° 34′ 21″ O | Elk River                     | 45° 49′ 07″ N, 93° 55′ 39″ O  | Comté de Benton             |
| Rivière Fox              | 172           | Droite             | 40° 17′ 05″ N, 91° 29′ 39″ O | Alexandria                    | 40° 45′ 13″ N, 92° 43′ 26″ O  | Bloomfield                  |
| Rivière Galena           | 84            | Gauche             | 42° 22′ 27″ N, 90° 26′ 46″ O | Galena                        | 42° 45′ 17″ N, 90° 23′ 04″ O  | Belmont                     |
| Rivière Grant            | 71            | Gauche             | 42° 39′ 48″ N, 90° 44′ 48″ O | Potosi                        | 42° 53′ 09″ N, 90° 43′ 43″ O  | Lancaster                   |
| Rivière Hatchie          | 383           | Gauche             | 35° 33′ 05″ N, 89° 53′ 38″ O | Comté de Tipton               | 34° 34′ 29″ N, 88° 49′ 48″ O  | Comté d'Union               |
| Rivière Homochitto       | 145           | Gauche             | 31° 18′ 53″ N, 91° 30′ 11″ O | Natchez                       | 31° 42′ 15″ N, 90° 37′ 28″ O  | Hazlehurst                  |
| Rivière Illinois         | 432           | Gauche             | 38° 58′ 13″ N, 90° 27′ 15″ O | Grafton                       | 41° 23′ 37″ N, 88° 15′ 37″ O  | Comté de Grundy             |
| Rivière Iowa             | 520           | Droite             | 41° 09′ 38″ N, 91° 01′ 26″ O | Toolesboro (en)               | 43° 13′ 33″ N, 93° 47′ 19″ O  | Belmond                     |
| Rivière Kaskaskia        | 515           | Gauche             | 37° 58′ 30″ N, 89° 56′ 15″ O | Ellis Grove                   | 40° 05′ 11″ N, 88° 18′ 52″ O  | Champaign                   |
| Rivière La Crosse        | 98            | Gauche             | 43° 49′ 07″ N, 91° 15′ 23″ O | La Crosse                     | 44° 06′ 54″ N, 90° 36′ 34″ O  | Warrens                     |
| Rivière La Prairie       | 450           | Gauche             | 47° 12′ 54″ N, 93° 28′ 57″ O | La Prairie                    | 47° 35′ 39″ N, 93° 10′ 52″ O  | Comté d'Itasca              |
| Rivière Little Elk       | 47            | Droite             | 46° 00′ 36″ N, 94° 21′ 49″ O | Little Falls                  | 46° 09′ 28″ N, 94° 37′ 18″ O  | Canton de Cushing (en)      |
| Rivière Little Maquoketa | 48            | Droite             | 42° 34′ 37″ N, 90° 40′ 52″ O | Sageville                     | 42° 29′ 46″ N, 90° 59′ 49″ O  | Farley                      |
| Rivière Little Menominee | 23            | Gauche             | 42° 25′ 31″ N, 90° 32′ 04″ O | Menominee                     | 42° 33′ 42″ N, 90° 32′ 10″ O  | Hazel Green                 |
| Rivière Little Two       | 26            | Droite             | 45° 49′ 50″ N, 94° 21′ 22″ O | Canton de Two Rivers (en)     | 45° 50′ 55″ N, 94° 33′ 54″ O  | Canton de Swanville (en)    |
| Rivière Little Willow    | 42            | Gauche             | 46° 33′ 52″ N, 93° 45′ 12″ O | Canton de Aitkin (en)         | 46° 43′ 45″ N, 93° 41′ 37″ O  | Canton de Waukenabo (en)    |
| Rivière Meramec          | 350           | Droite             | 38° 23′ 23″ N, 90° 20′ 39″ O | Arnold                        | 37° 30′ 29″ N, 91° 19′ 39″ O  | Comté de Dent               |
| Rivière Minnesota        | 534           | Droite             | 44° 53′ 49″ N, 93° 08′ 57″ O | Mendota                       | 45° 18′ 10″ N, 96° 27′ 07″ O  | Ortonville                  |
| Rivière Missouri         | 3 726         | Droite             | 38° 48′ 49″ N, 90° 07′ 11″ O | Spanish Lake                  | 45° 55′ 39″ N, 111° 30′ 29″ O | Comté de Gallatin           |
| Rivière Maquoketa        | 240           | Droite             | 42° 11′ 18″ N, 90° 18′ 34″ O | Maquoketa                     | 42° 43′ 08″ N, 91° 42′ 39″ O  | Canton de Putnam            |
| Rivière Marys            | 66            | Gauche             | 37° 52′ 49″ N, 89° 46′ 59″ O | Chester                       | 38° 09′ 27″ N, 89° 38′ 49″ O  | Comté de Randolph           |
| Rivière Menominee        | 18            | Gauche             | 42° 27′ 04″ N, 90° 35′ 24″ O | Comté de Jo Daviess           | 42° 33′ 44″ N, 90° 36′ 09″ O  | Comté de Grant              |
| Rivière Nokasippi        | 75            | Gauche             | 46° 10′ 39″ N, 94° 21′ 53″ O | Canton de Fort Ripley (en)    | 46° 24′ 47″ N, 93° 54′ 34″ O  | Canton de Bay Lake (en)     |
| Rivière North            | 132           | Droite             | 39° 51′ 21″ N, 91° 26′ 41″ O | Palmyra                       | 40° 03′ 30″ N, 92° 15′ 26″ O  | Canton de Shelton           |
| Rivière Obion            | 116           | Gauche             | 35° 54′ 27″ N, 89° 38′ 20″ O | Halls                         | 36° 12′ 22″ N, 88° 56′ 27″ O  | Kenton                      |
| Rivière Ohio             | 1 579         | Gauche             | 36° 59′ 12″ N, 89° 07′ 52″ O | Cairo                         | 40° 26′ 35″ N, 80° 01′ 02″ O  | Pittsburgh                  |
| Rivière Pigeon           | 11            | Gauche             | 47° 30′ 41″ N, 94° 09′ 34″ O | Deer River                    | 47° 34′ 18″ N, 94° 09′ 21″ O  | Bowstring Lake (en)         |
| Rivière Pine             | 91,6          | Gauche             | 46° 33′ 50″ N, 94° 02′ 12″ O | Canton de Mission (en)        | 46° 48′ 15″ N, 94° 31′ 23″ O  | Backus                      |
| Rivière Platte           | 89            | Gauche             | 45° 46′ 45″ N, 94° 16′ 45″ O | Royalton                      | 46° 09′ 01″ N, 93° 56′ 06″ O  | Canton de Richardson (en)   |
| Rivière Plum             | 75            | Gauche             | 42° 05′ 14″ N, 90° 09′ 15″ O | Savanna                       | 42° 20′ 08″ N, 89° 59′ 14″ O  | Canton de Stockton          |
| Rivière Rabbit           | 15            | Gauche             | 46° 27′ 41″ N, 94° 03′ 51″ O | Riverton                      | 46° 31′ 23″ N, 93° 56′ 53″ O  | Canton de Wolford (en)      |
| Rivière Rice             | 92            | Gauche             | 46° 35′ 23″ N, 93° 38′ 04″ O | Canton de Spencer (en)        | 46° 22′ 57″ N, 93° 19′ 04″ O  | Jewett (en)                 |
| Rivière Ripple           | 68            | Droite             | 46° 32′ 30″ N, 93° 42′ 01″ O | Canton de Aitkin (en)         | 46° 24′ 19″ N, 93° 49′ 52″ O  | Canton de Bay Lake (en)     |
| Rivière Rock             | 459           | Gauche             | 41° 28′ 57″ N, 90° 36′ 58″ O | Rock Island                   | 43° 28′ 26″ N, 88° 38′ 41″ O  | Horicon                     |
| Rivière Rum              | 243           | Gauche             | 45° 11′ 24″ N, 93° 23′ 25″ O | Anoka                         | 46° 09′ 38″ N, 93° 45′ 21″ O  | Canton de Kathio (en)       |
| Rivière Rush             | 70            | Gauche             | 44° 33′ 29″ N, 92° 19′ 51″ O | Saint Paul                    | 44° 57′ 47″ N, 92° 23′ 42″ O  | Baldwin                     |
| Rivière Saint Francis    | 686           | Droite             | 34° 37′ 28″ N, 90° 35′ 31″ O | Helena-West Helena            | 37° 40′ 56″ N, 90° 40′ 34″ O  | Comté d'Iron                |
| Rivière Sainte-Croix     | 264           | Droite             | 44° 44′ 45″ N, 92° 48′ 10″ O | Prescott                      | 46° 19′ 42″ N, 91° 48′ 40″ O  | Solon Springs               |
| Rivière de la Saline     | 50            | Droite             | 37° 54′ 22″ N, 89° 58′ 30″ O | Saint Mary                    | 37° 44′ 42″ N, 90° 15′ 11″ O  | Comté de Sainte-Geneviève   |
| Rivière Salt             | 89            | Droite             | 39° 28′ 00″ N, 91° 03′ 48″ O | Louisiana                     | 39° 31′ 27″ N, 91° 38′ 38″ O  | Comté de Perry              |
| Rivière Sandy            | 57            | Gauche             | 46° 47′ 23″ N, 93° 19′ 40″ O | Canton de Libby (en)          | 46° 35′ 17″ N, 93° 04′ 23″ O  | Canton de Salo (en)         |
| Rivière Sauk             | 196           | Droite             | 45° 35′ 30″ N, 94° 10′ 36″ O | Sauk Rapids                   | 45° 53′ 46″ N, 95° 05′ 48″ O  | Sauk Centre                 |
| Rivière Schoolcraft      | 48            | Droite             | 47° 26′ 36″ N, 94° 53′ 32″ O | Bemidji                       | 47° 07′ 58″ N, 95° 01′ 16″ O  | Canton de Clay (en)         |
| Rivière Sinsinawa        | 34            | Gauche             | 42° 24′ 36″ N, 90° 30′ 20″ O | Canton de Menominee           | 42° 34′ 56″ N, 90° 31′ 41″ O  | Dickeyville                 |
| Rivière Skunk            | 150           | Droite             | 40° 41′ 53″ N, 91° 06′ 54″ O | Burlington                    | 41° 14′ 55″ N, 92° 01′ 35″ O  | Richland                    |
| Rivière Swan             | 116           | Gauche             | 47° 00′ 33″ N, 93° 15′ 50″ O | Canton de Ball Bluff (en)     | 47° 17′ 19″ N, 93° 13′ 56″ O  | Comté d'Itasca              |
| Rivière Trimbelle        | 47            | Gauche             | 44° 36′ 14″ N, 92° 34′ 03″ O | Trenton (en)                  | 44° 51′ 56″ N, 92° 28′ 06″ O  | River Falls                 |
| Rivière Turtle           | 79            | Gauche             | 47° 28′ 11″ N, 94° 31′ 27″ O | Cass Lake                     | 47° 38′ 47″ N, 94° 57′ 35″ O  | Canton de Liberty (en)      |
| Rivière Two              | 9             | Droite             | 45° 49′ 30″ N, 94° 21′ 26″ O | Canton de Two Rivers (en)     | 45° 48′ 20″ N, 94° 24′ 47″ O  | Canton de Two Rivers (en)   |
| Rivière Upper Iowa       | 251           | Droite             | 43° 27′ 58″ N, 91° 14′ 02″ O | Wheatland (en)                | 43° 35′ 54″ N, 92° 35′ 24″ O  | Canton de Clayton (en)      |
| Rivière aux Vases        | 60            | Droite             | 37° 55′ 10″ N, 89° 59′ 32″ O | Saint Mary                    | 37° 46′ 44″ N, 90° 15′ 48″ O  | Comté de Sainte-Geneviève   |
| Rivière Vermillion       | 96            | Droite             | 44° 36′ 07″ N, 92° 35′ 26″ O | Red Wing                      | 44° 35′ 11″ N, 93° 20′ 03″ O  | Canton de New Market (en)   |
| Rivière Wapsipinicon     | 480           | Droite             | 41° 43′ 47″ N, 90° 19′ 11″ O | Princeton                     | 43° 32′ 55″ N, 92° 38′ 40″ O  | Taopi                       |
| Rivière Willow           | 122           | Droite             | 46° 40′ 22″ N, 93° 35′ 33″ O | Comté d'Aitkin                | 47° 05′ 27″ N, 93° 50′ 43″ O  | East Cass (en)              |
| Rivière White            | 1 162         | Droite             | 33° 57′ 05″ N, 91° 04′ 53″ O | Watson                        | 35° 50′ 20″ N, 93° 36′ 16″ O  | Boston                      |
| Rivière Wisconsin        | 692           | Gauche             | 42° 59′ 22″ N, 91° 09′ 14″ O | Bridgeport                    | 46° 07′ 13″ N, 89° 09′ 06″ O  | Phelps (en)                 |
| Rivière Wolf             | 169           | Gauche             | 35° 10′ 58″ N, 90° 03′ 24″ O | Memphis                       | 34° 57′ 05″ N, 89° 00′ 24″ O  | Comté de Tippah             |
| Rivière Wyaconda         | 81            | Droite             | 40° 03′ 35″ N, 91° 29′ 45″ O | La Grange                     | 40° 24′ 17″ N, 91° 51′ 42″ O  | Wyaconda                    |
| Rivière Yazoo            | 188           | Gauche             | 32° 20′ 08″ N, 90° 53′ 50″ O | Vicksburg (Mississippi)       | 33° 33′ 07″ N, 90° 10′ 50″ O  | Greenwood                   |
| Rivière Yellow           | 86            | Droite             | 43° 05′ 06″ N, 91° 10′ 52″ O | Marquette                     | 43° 09′ 24″ N, 91° 45′ 19″ O  | Comté de Winneshiek         |
| Rivière Zumbro           | 104           | Droite             | 44° 17′ 30″ N, 91° 55′ 40″ O | Canton de Greenfield (en)     | 44° 09′ 11″ N, 92° 28′ 06″ O  | Canton de Oronoco (en)      |
| Wells Creek              | 44            | Droite             | 44° 30′ 56″ N, 92° 19′ 06″ O | Frontenac                     | 44° 23′ 06″ N, 92° 34′ 04″ O  | Canton de Goodhue (en)      |